# معدن فوربس
معدن فوربس (انگلیسی: Forbes' Quarry)، در جبهه شمالی صخره جبل‌الطارق در داخل طبیعت صخره بالا در سرزمین‌های فرادریایی بریتانیا از جبل الطارق واقع شده است. این منطقه در قرن نوزدهم برای تأمین سنگ برای تقویت تأسیسات نظامی قلعه استخراج شد. در حین استخراج، یک غار حلال‌پوشی‌شده پیدا شد. دومین کشف نئاندرتال در این غار زمانی انجام شد که ادموند فلینت  جمجمه یک زن بالغ نئاندرتال را در سال ۱۸۴۸ پیدا کرد.